# Havemalurt
Havemalurt (Artemisia absinthium), ofte skrevet have-malurt, er en op til 100 centimeter høj urt, der i Danmark vokser vildt på strandvolde og nær bebyggelse. Alle overjordiske dele af planten er forsynet med kirtler, der giver en stærk, ram duft. Planten har været brugt til at skræmme møl og andre insekter væk samt som ingrediens i den alkoholiske drik absint.

## Beskrivelse
Havemalurt er en flerårig urt med en opret, busket vækst. Stænglen er furet og grågrøn, og den bærer spredtstillede, helrandede blade, der er 2-3 gange fjersnitdelte, sådan at hvert bladafsnit er linje- eller lancetformet, hvilket blandt andet adskiller arten fra Strand-Malurt, der har trådsmalle bladafsnit. Oversiden er grågrøn, mens undersiden er en smule lysere.
Blomstringen sker i juli-august, hvor man finder de små kurveblomster siddende samlet i toppe ved skudspidserne og fra de øverste bladhjørner. Hver enkelt kurv er halvkugleformet og nikkende. De enkelte kroner er grønlige eller gule. Frugterne er nødder uden fnok.
Rodnettet består af vandrette jordstængler med mange, dybtgående rødder.
Højde x bredde og årlig tilvækst: 1,00 x 0,80 m (100 x 80 cm/år), heri ikke medregnet skud fra underjordiske udløbere.

## Voksested
Arten hører hjemme på stepper og tørre bjergsider i Øst- og Sydeuropa. Den foretrækker lysåbne voksesteder og varm, veldrænet jord med et højt kvælstofindhold.
Havemalurt findes naturaliseret i Danmark på tør, sandet bund ved bebyggelseser og strandvolde. Den voksr hist og her i hele landet, men især i Nordjylland og på Bornholm.
Ved Mandra-søen ved Sortehavskysten i Bulgarien findes den sammen med bl.a.: agerrævehale, cikorie, fennikel, pigæble, bjergrørhvene, dunet vejbred, gul kejserlys, gul snerre, lucerne, lægeoksetunge, markstenkløver, nikkende tidsel, pontisk vibeæg, påfugleanemone, sommerhyld og taghejre.

## Indholdsstoffer
Alle overjordiske dele af planten er forsynet med kirtler, der giver en stærk, ram duft. Det skyldes indholdet af bl.a. følgende stoffer: Æterisk olie med α- og β-thujon op til 35 %, azulener, sesquiterpen, laktoner, heriblandt artabsin, absinthin, anabsinthin og artemetin. Det gør havemalurt meget bitter, måske den bitreste urt overhovedet næst efter Rude.

## Navn
Navnet malurt betyder møl-urt. Planten har siden tidernes morgen været brugt til at skræmme disse og andre insekter væk. Det latinske navn absinthium kommer af et latinsk ord for bitter, absinthial. Artemisia henviser sandsynligvis til gudinden Artemis, som urterne fra denne slægt tilhører.

## Anvendelser
I folkemedicinen har man brugt malurt som ormekur, imod for meget galde, generelt imod maveproblemer, imod forkølelser og til at lette fødsler. Indholdet af azulener gør urten effektiv imod infektioner. Men thujon er et giftigt stof; det er dog muligt at lave et thujon-frit ekstrakt af planten.
Malurt er hovedingrediens i absint. Indholdet af thujon fik i starten af 1900-tallet skyld for at gøre absint-drikkeri særdeles sundhedsskadeligt, hvis man kom til at holde af drikken i større mængder. Thujon kan medføre hallucinationer, søvnløshed, opkastninger og kramper. Det er dog særdeles tvivlsomt, om absint-drikkerne virkelig var thujon-forgiftede; meget tyder på, at det var kunstige tilsætningsstoffer samt ikke mindst alkoholen, der medførte "absintisme", som det kaldtes. Absint har nemlig en alkoholprocent omkring 50-80 %. Test af gamle flasker har vist, at thujon-indholdet generelt ikke var over de grænseværdier, der er tilladt i dag.
| Portal | Portal:Botanik |